# BKV Előre SC
Der BKV Előre SC ist ein ungarischer Sportverein, der im Jahr 1912 – als Betriebssportverein der Budapest Verkehrsbetriebe BKV Zrt. – gegründet wurde. Die Vereinsfarben sind Blau und Gelb.

## Fußball
Die erste Fußballmannschaft spielt zurzeit in der Nemzeti Bajnokság III, der 3. Liga des Landes. Der Verein ist im VIII. Stadtbezirk der Hauptstadt Budapest beheimatet und trägt seine Spiele im Stadion an der Sport utca aus. Die Spielstätte verfügt über eine „altehrwürdige“ Sitzplatz-Tribüne (mit 2.500 überdachten Plätzen).
Der Verein kann auf vier Erstliga-Spielzeiten zurückblicken (1940/41,1943/44,1949/50,1950/Herbst) und die Teilnahme am Pokalendspiel in der Saison 1933/34.

## Eishockey
Die Eishockeymannschaft des Vereins nahm von 1963 bis 1973 am Spielbetrieb der höchsten ungarischen Eishockeyliga teil.